# 梅濟梅斯季

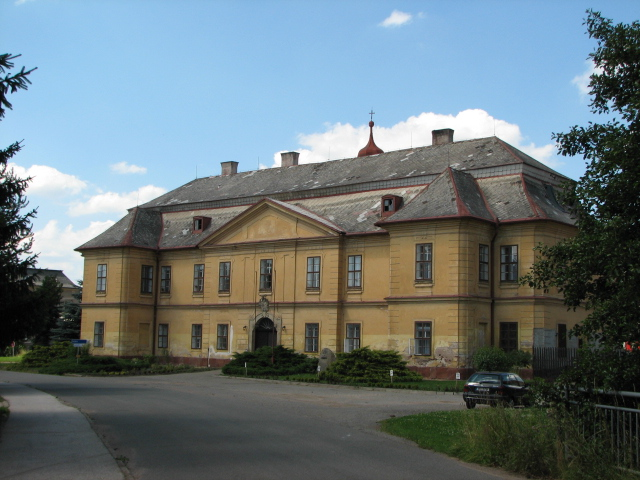

梅濟梅斯季是捷克的城鎮，位於該國北部，距離捷克布傑約維采23公里，由赫拉德茨-克拉洛韋州負責管轄，面積25.71平方公里，海拔高度432米，2012年人口2,641。

## 外部連結
- Municipal website （页面存档备份，存于）